# Walckenaeria crocata
Walckenaeria crocata är en spindelart som först beskrevs av Simon 1884.  Walckenaeria crocata ingår i släktet Walckenaeria och familjen täckvävarspindlar.
Artens utbredningsområde är Algeriet. Inga underarter finns listade i Catalogue of Life.